# Інваріантний многовид
Інваріантний многовид динамічної системи — підмноговид {\displaystyle \displaystyle M} фазового простору {\displaystyle \displaystyle X} динамічної системи, інваріантний відносно фазового потоку (зсувів за часом).
Якщо {\displaystyle F_{t}:X\to X} — перетворення фазового потоку ({\displaystyle \displaystyle F_{t}} — «зсув на час {\displaystyle \displaystyle t}»), то інваріантний многовид задається включенням:
{\displaystyle F_{t}(M)\subseteq M} для всіх допустимих моментів часу {\displaystyle \displaystyle t.}
Перші істотні результати про інваріантні многовиди отримали в кінці XIX століття А. Пуанкаре, Ж. Адамар і О. М. Ляпунов. Інваріантні многовиди інтенсивно вивчаються в механіці, а також у міждисциплінарній проблемі спрощення динамічних моделей.